# غازي أحمد الخطاب
غازي أحمد الخطاب الناصري ( - 14 نيسان 2003) هو محافظ أسبق لمحافظة صلاح الدين، ورثَ رئاسةَ فندة أحمد الخطاب عن أبيه الشيخ أحمد الخطاب، من عشيرة البيكات من قبيلة البو ناصر التي ينتسب إليها الرئيس صدام حسين، اختير رئيساً لعشائر البو ناصر سنة 1995، قالت إلهام بنت خير الله طلفاح أختُ ساجدة خير الله طلفاح من الأب، إن غازي الخطاب «قُتل أمام منزله وبين أطفاله لمجرد أنه خرج للاستفسار بعد دخول القوات الأميركية مدينةَ تكريت». وقالت شبكة المنصور البعثية إن غازياً «كان من المتصدين الأوائل للغزاة الأمريكان حين دخولهم المحافظة، استشهد بعد قصف الطائرات الأمريكية لداره في المحافظة».